# نظام نجمي مضغوط جدا
في الفيزياء الفلكية النظام النجمي المضغوط جدا (بالإنجليزية: Hypercompact stellar system)‏ (HCSS) هو نظام نجمي افتراضي عبارة عن عنقود نجمي كثيف حول ثقب أسود فائق الضخامة تم طرده من مركز المجرة المضيفة له. النجوم القريبة من الثقب الأسود في وقت الطرد ستبقى مقيدة إلى الثقب الأسود بعد أن تترك المجرة، لتشكيل نظام نجمي مضغوط جدا (HCSS) مصطلح «هايبركومباكت» (Hypercompact) يشير إلى حقيقة أن النظام النجمي المضغوط جدا صغير في الحجم مقارنة مع عناقيد النجوم العادية ذات السطوع المماثل. والسبب في ذلك يعود إلى قوة جاذبية الثقب الأسود الفائق والتي تبقي النجوم تتحرك في مدارات ضيقة جدا حول مركز العنقود. وتمكن أهمية هذة النجوم في حقيقة أنها قد تحتوي على «سجل أحفوري» من المجرة التي طردت منها.
مصدر الأشعة السينية SDSS 1113 بالقرب من مجرة ماركاريان 177 والذي يبعد نحو 2,600 ly (800 فخ) من المجرة هو المرشح الأول ليكون نظام نجمي مضغوط جدا. العثور على نظام نجمي مضغوط جدا سيؤكد نظرية ارتداد موجة الثقالة، وسوف يثبت أن الثقوب السوداء الهائلة الحجم يمكن أن توجد خارج المجرات.

## الخصائص
يعتقد علماء الفلك أن الثقوب السوداء الفائقة (SMBHs) يمكن طردها من مراكز المجرات عن طريق ارتداد موجة الثقالة. يحدث هذا عندما يتجمع اثنين من الثقوب السوداء الهائلة في نظام ثنائي، بعد أن تفقد طاقتها في شكل موجات ثقالية. ولأن موجات الثقالية لا تنبعث بشكل متناظر فإن بعض زخم الحركة ينقل إلى الثقوب السوداء المندمجة وسيحدث الارتداد أو «الركلة» "kick,"، في لحظة الاندماج. وتشير المحاكاة الحاسوبية إلى أن الركلة يمكن أن تكون كبيرة بمقدار {\displaystyle 10^{5}km/s}  والتي تتجاوز سرعة الإفلات حتى من مراكز المجرات الأكثر ضخامة.
النجوم التي تدور حول الثقب الأسود الفائق في لحظة الركلة سيتم سحبها جنبا إلى جنب مع الثقب الأسود الفائق، مما يوفر سرعة مدارية لها تتجاوز سرعة الركلة Vk. وهذا هو ما يحدد حجم النظام النجمي المضغوط جدا: ونصف قطرة هو تقريبا نصف قطر المدار الذي له نفس السرعة حول الثقب الأسود الفائق مثل سرعة ركلة، أو
{\displaystyle R={\frac {GM}{V_{k}^{2}}}}
حيث M هي كتلة الثقب الأسود الفائق و G ثابت الجاذبية. الحجم R سيحقق إذن مايقارب نصف فرسخ فلكي لركلة مقدار سرعتها 1000 كم/ثانية وكتلة ثقب أسود فائق تعادل 100 مليون كتلة شمسية. وأكبر نظام نجمي مضغوط جدا سيكون لة حجم يقارب 20 فرسخ فلكي، تقريبا نفس حجم عنقود مغلق كبير، وأصغر نظام نجمي مضغوط جدا سيكون لة حجم يقارب ألف فرسخ فلكي عرضاً، أصغر من أي عنقود نجمي معروف.

## البحث
بما أنَّ الثقب الأسود الموجود في مركز النظام النجمي المضغوط جداً HCSS غير مرئي بشكل أساسي، فلذلك من الطبيعي أن يبدو شكل هذا النظام مشابهاً جداً لمجموعة عادية من النجوم، ويتطلب تحديد أن المجموعة النجمية المرصودة هي بالفعل عبارة عن نظام نجمي مضغوط جداً HCSS قياس السرعات المدارية للنجوم في المجموعة من خلال الدوبلر والتحقق من أنها تتحرك بشكل أسرع بكثير من المتوقع للنجوم في مجموعة نجوم عادية، وهذا بالتأكيد عمل صعب جداً لأنها يتطلب ساعتٍ طويلة من المراقبة والرصد بتيلسكوبات متطورة وكبيرة.
أكثر الأماكن التي من المتوقع أن نجد فيها أنظمة نجمية مضغوطة جداً هي عناقيد المجرات cluster of galaxies، وذلك لسببين اثنين، الأول: أنَّ معظم المجرات التي تكون موجودة في عناقيد المجرات هي مجرات إهليلجيَّة تشكلت خلال عمليات الاندماج، وعمليات الاندماج هذه شرط أساسي لتكوين النظام النجمي المضغوط جداً، الأمر الثاني أنَّ سرعة الهروب من كتلة مجرة كبيرة هو أمر صعب جداً بحيث يمكن الاحتفاظ بالنظام النجمي المضغوط جداً حتى لو هرب من المجرة المضيفة، يُعتقد اليوم أنَّ عناقيد المجرات Fornax و Virgo القريبة منا نسبياً قد تحتوي على مئات أو آلاف الأنظمة النجمية المضغوطة جداً ، وبناءً عليه تمَّ تم مسح عناقيد المجرات هذه بحثاً عن الأنظمة النجمية المضغوطة جداً، ويبدو من المحتمل أن بعض العناصر التي تم اكتشافها في هذه الاستقصاءات كانت بالفعل عبارة عن أنظمة نجمية مضغوطة جداً HCSSs تمَّ وصفها بشكل خاطئ على أنَّها مجموعات نجوم عادية، من المعروف أن بعض العناصر التي تمَّ اكتشافها كان لها سرعات داخلية مرتفعة جداً ولكن لا يبدو أن هذه السرعات كبيرة بدرجة كافية لتكون هذه العناصر المكتشفة هي أنظمة نجمية مضغوطة جداً.
من المواقع الأخرى التي من المحتمل أن يتمَّ العثور فيها على أنظمة نجمية مضغوطة جداً هي بالقرب من مواقع اندماج المجرات، فمن وقت لآخر يقوم الثقب الأسود الموجود في مركز النظام النجمي المضغوط جدا HCSS بالتقاط نجم يمر قريباً منه بشكل كافٍ، مما ينتج عنه ضوء هائل للغاية، وقد لوحظت بعض من هذه الانفجارات المضيئة في مراكز المجرات، لقد قُدر أنَّ النظام النجمي المضغوط جداً سيلتقط حوالي عشرة نجوم خلال الوقت الذي يستغرقه للهروب من مجرته ، ونظراً لأن عمر التوهج الصادر يبلغ بضعة أشهر فقط، فإن فرص مشاهدة مثل هذا الحدث صغيرة جداً ما لم يتم مسح مساحة كبيرة جداً في وقت قصير نسبياً.
يستخدم مصطلح عناقيد المجرات لوصف عدد من المجرات التي تجمعت سويَّاً بفعل قوى الجاذبية المتبادلة بينها بحيث يكون التسارع فيما بينهم كبير جداً بشكلٍ يحافظ على الارتباط الجاذبي المتبادل، وهو الأمر الذي يدل على وجود كتلة إضافية مخفية أو قوة جذب إضافية مع قوة جاذبيتهم الخاصة، كما كشفت الدراسات الحديثة باستخدام الأشعة السينية وجود كميات كبيرة من الغاز بين المجرات يُطلق عليه الوسط المجري، هذا الغاز يشع طاقة قوية جداً بدرجة حرارة تبلغ ملايين درجة مئوية وكتلته الكلية أكبر بكثير من تلك الموجودة في المجرة، ويعتمد العدد الكلي من العناقيد المجرية المنتشرة في الكون على كمية المادة السوداء الموجودة ضمن تلك العناقيد ولذلك فان متابعة الدراسة في هذا المجال سيوفر قياسا لكمية المادة السوداء الغامضة في الكون والمادة السوداء هي المادة الغامضة التي يعتقد العلماء أنها لابد وأن تكون موجودة فعلياً لأنه لا توجد مادة كافية في المجرات لمنعها من التشتت والاندثار، يتم الكشف عن عناقيد المجرات بالمسح الفضائي باستخدام عدة تقنيات ودراسة النتائج التي يتم الحصول عليها خلال المسح.

## الأهمية
سيكون اكتشاف الأنظمة النجمية المضغوطة جداً أمراً مهماً لعدة أسباب:
- سيكون دليلاً على أنَّ الثقوب السوداء الفائقة يمكن أن تتواجد خارج المجرات
- سنتأكد من صحة المحاكاة الحاسوبية التي تنبَّأت بانعكاسات موجات الجاذبية لآلاف الكيلومترات في الثانية
- إن تأكيد وجود الأنظمة النجمية المضغوطة جداً HCSSs يعني أن بعض المجرات لا تحتوي على ثقوب سوداء ضخمة في مراكزها، وهذا من شأنه أن يكون له عواقب مهمة على النظريات التي تربط نمو المجرات بنمو الثقوب السوداء الفائقة الكتلة في مركزها وللعلاقات التجريبية المفترضة بين كتلة الثقوب السوداء في مركز المجرة وخصائص المجرة
- إذا أمكن اكتشاف العديد من مركبات الكربون الهيدروكلورية فلورية HCSSs فسيكون من الممكن إعادة بناء توزيع السرعات التي تحتوي على معلومات حول تاريخ دمج المجرات وأحداث أخرى مبكرة من عمر الكون.

## روابط خارجية
- New Type of Cosmic Object to Be Revealed? National Geographic News article on hypercompact stellar systems.
- Mangled Stars Could Reveal Ejected Black Holes New Scientist article on tidal disruption flares from recoiling black holes.
- Niels Bohr Institute (19 نوفمبر 2014). "Mystery of dwarf galaxy could be ejected black hole". Phys.org. مؤرشف من الأصل في 2017-12-01.—VIDEO